# Klemens
Klemens – imię męskie pochodzenia łacińskiego. Wywodzi się od słowa oznaczającego „człowiek o łagodnym usposobieniu”, „delikatny”, „pobłażliwy”. Jego żeńskim odpowiednikiem jest Klemencja.
Klemens imieniny obchodzi 23 stycznia, 17 lutego, 15 marca, 20 marca, 10 września, 20 września, 23 listopada i 4 grudnia.

## Znane osoby noszące to imię
- Klemens I – papież w latach 91–101, zaliczany do Ojców Kościoła
- Klemens II – papież
- Klemens III – papież
- Klemens IV – papież
- Klemens V – papież
- Klemens VI – papież
- Klemens VII – papież
- Klemens VIII – papież
- Klemens IX – papież
- Klemens X – papież
- Klemens XI – papież
- Klemens XII – papież
- Klemens XIII – papież
- Klemens XIV – papież
- Clemens Brentano — niemiecki pisarz
- Clemens Wenzel – niemiecki wioślarz
- Clément Beaud – kameruński piłkarz
- Klemens Aleksandryjski – teolog wczesnochrześcijański
- Klemens Bachleda – góral
- Klemens Bolesławiusz
- Klemens Janicki
- Klemens Junosza
- Klemens Kamiński
- Klemens Kordecki – polski zakonnik, bardziej znany pod swoim zakonnym imieniem (Augustyn Kordecki)
- Klemens Kruszewski – polski nauczyciel, instruktor harcerski, regionalista
- Klemens Maria Hofbauer CSsR – czeski duchowny katolicki, Apostoł Warszawy i Wiednia
- Klemens Mielczarek – polski aktor teatralny i filmowy
- Klemens Moskarzewski – podkanclerzy koronny, kasztelan sanocki i kamieniecki
- Klemens Murańka – polski skoczek narciarski
- Clément Noël – francuski narciarz alpejski
- Klemens Rudnicki – generał dywizji Wojska Polskiego
- Klemens Szaniawski – polski filozof, logik
- Klemens Tomczek – polski geolog i podróżnik
- Klemens z Brzeźnicy – wojewoda opolski oraz kasztelan krakowski
- Klemens z Ochrydy – apostoł Bułgarii, święty prawosławny
- Klemens z Piotrkowa (zm. 1507) – polski duchowny katolicki, prawnik, wykładowca Akademii Krakowskiej
- Klemens z Ruszczy – rycerz z rodu Świebodziców, wedle legend potomków książęcego rodu Popielów
- Klimient Kolesnikow – rosyjski wicemistrz olimpijski w pływaniu
- Klimient Woroszyłow – radziecki dowódca i polityk

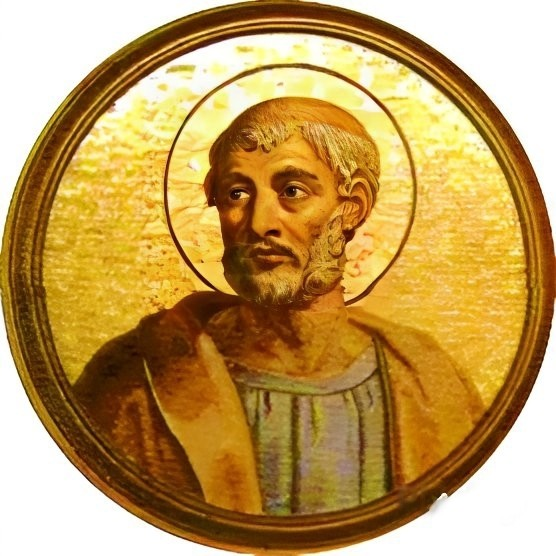
Klemens I
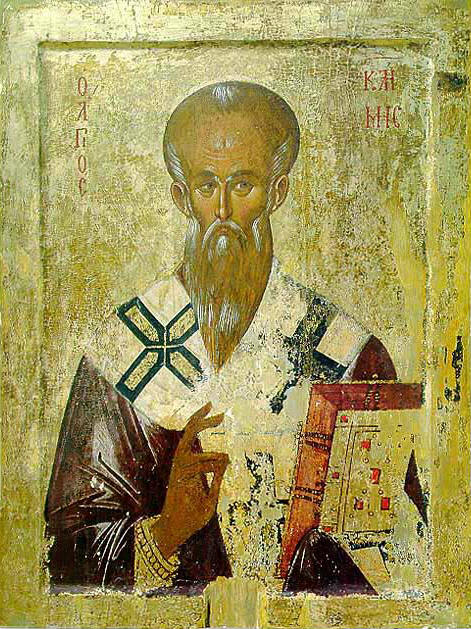
Klemens Ochrydzki
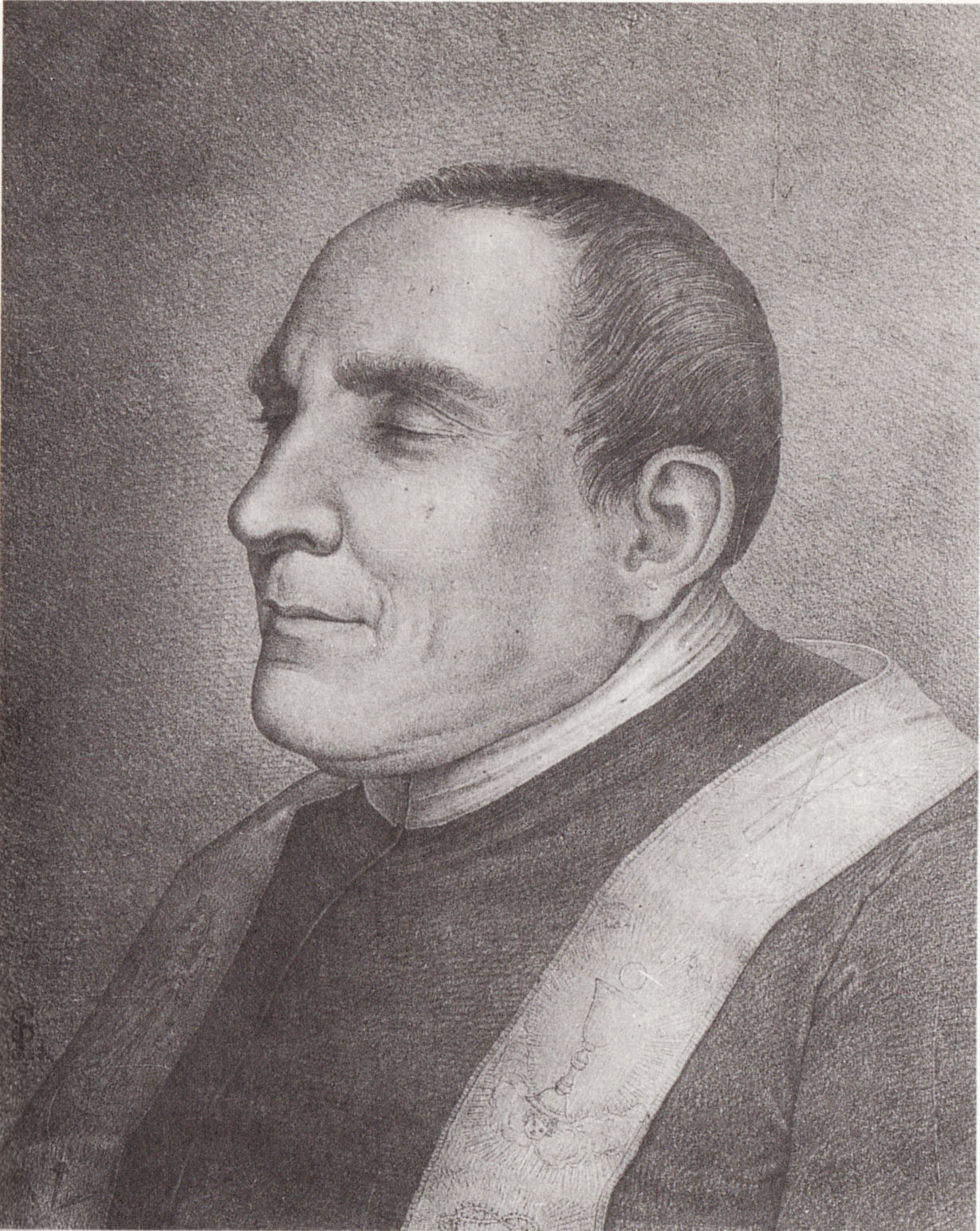
Klemens Maria Hofbauer
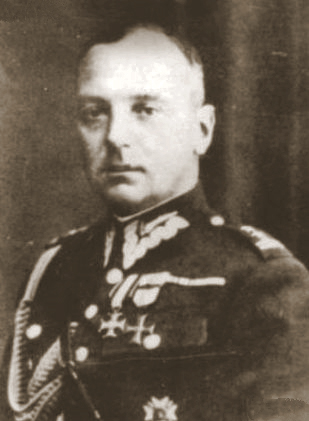
Klemens Rudnicki
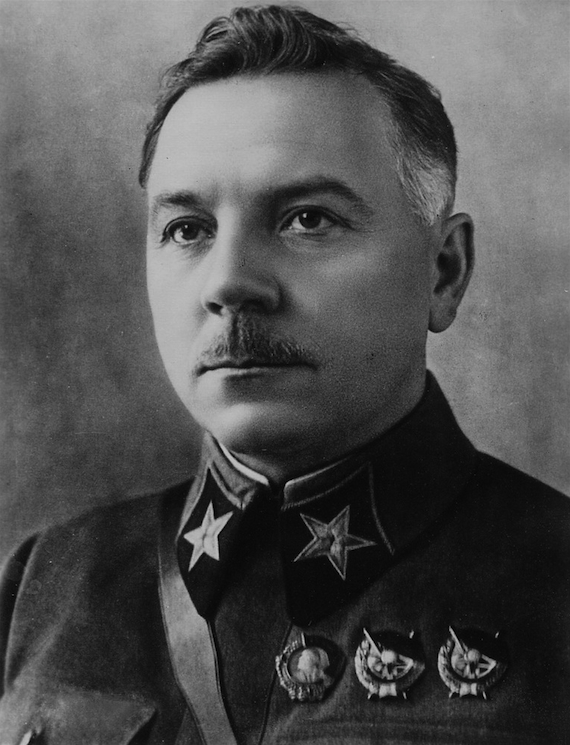
Klimient Woroszyłow

## W innych językach
- ros. Климент, Климентей, Климентий, Клементей[1]